# Kondana-Höhlenkloster
Die Kondana- oder Kondane-Höhlen bilden einen frühbuddhistischen Klosterkomplex nördlich von Lonavla im Distrikt Raigad im Westen des indischen Bundesstaats Maharashtra.

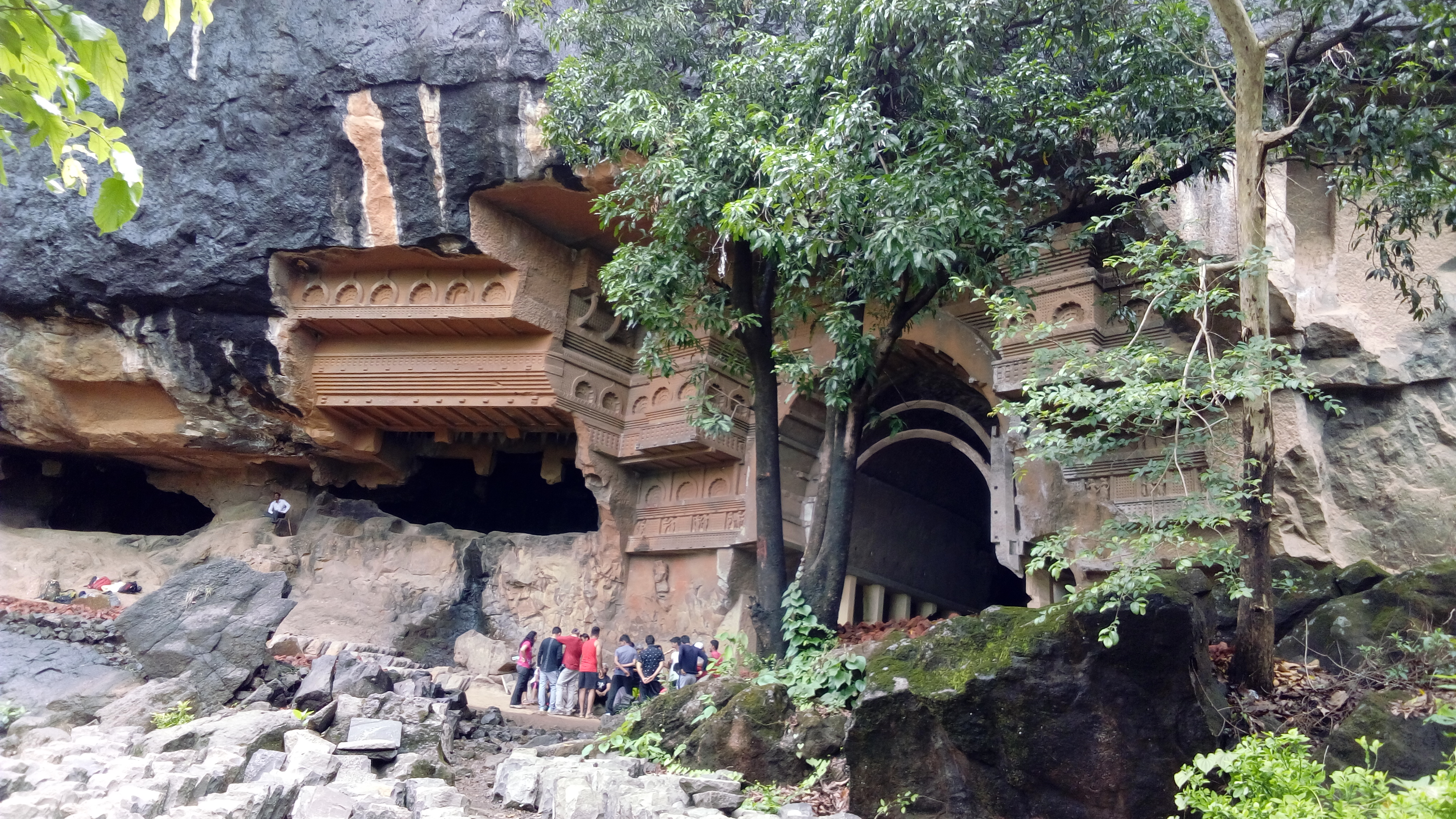
Kondana-Höhlenkloster

## Lage
Das Kondana-Höhlenkloster liegt ca. 2 km südöstlich des Dörfchens Kondane (oder Kondhane) in den wald- und regenreichen Westghats etwa auf halbem Wege zwischen Mumbai und Pune in einer Höhe von ca. 700 m. Es ist am besten von der Stadt Lonavla aus mit einem Umweg über den nördlich gelegenen Ort Karjat zu erreichen; der letzte Kilometer der Wegstrecke muss zu Fuß bewerkstelligt werden.

## Geschichte
Das Kondana-Höhlenkloster lag – wie auch die nahegelegenen Höhlenklöster von Bhaja, Bedsa und Karli – oberhalb einer alten Handelsstraße, die das Hinterland des Dekkan-Plateaus mit den Häfen an der Küste verband. Archäologen halten es neben Bhaja für eines der ältesten Klöster in den Westghats; mit seinem Bau dürfte im 3. oder 2. vorchristlichen Jahrhundert begonnen worden sein. Bereits früh wurden die Arbeiten an der Chaitya-Halle und an der benachbarten Vihara-Halle wegen Wasserschäden eingestellt; um 500 n. Chr. (vielleicht schon früher) wurde die komplette Anlage aufgegeben.

## Architektur

### Chaitya-Halle

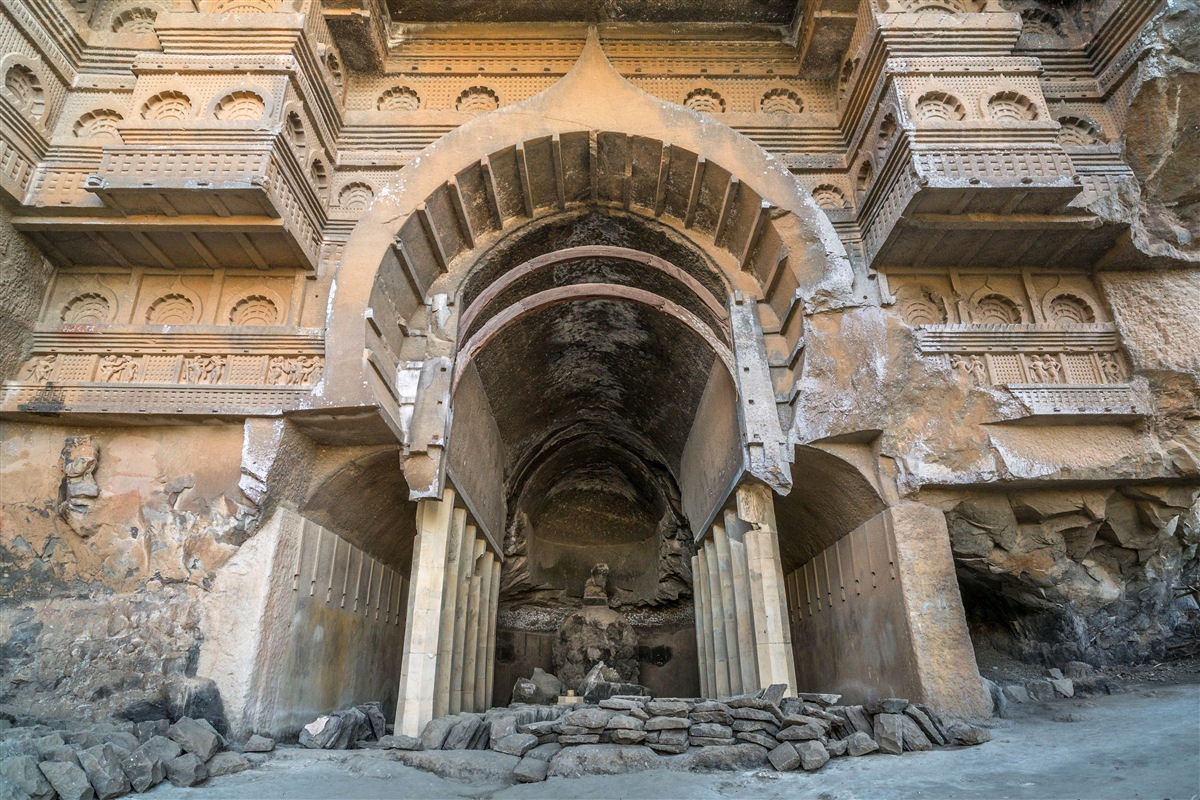
Fassade der Chaitya-Halle

Mittelpunkt der Klosteranlage ist die dreischiffige Chaitya-Halle, deren Mittelschiff von (erneuerten) kapitelllosen oktogonalen Pfeilern getragen wird; das aus dem Fels herausgehauene Tonnengewölbe endet in einer Apsiskalotte. Die beiden Seitenschiffe sind von Vierteltonnen gewölbt und sollten eine Art „Umgangschor“ um den im hinteren Bereich des Mittelschiffs stehenden Stupa bilden. Möglicherweise über 2000 Jahre alt sind die beiden vorderen Holzbögen im Mittelschiff.
Aufwändig und äußerst beeindruckend ist die palastartige symmetrische Fassadengestaltung mit zahlreichen balkonartigen und durch Zaunreliefs (vedikas) „gesicherten“ Vorsprüngen, die einen Einblick in die damaligen Möglichkeiten des Holzbaus gewähren. Scheinbare Durchblicke in das Innere des „Palastes“ bieten zahlreiche Chaitya-Fenster (auch chandrasalas genannt) mit Hufeisenbögen und mittiger Kielbogenüberhöhung, die dem Ganzen einen überaus repräsentativen Charakter verleihen. Figurenschmuck (meist mithunas) findet sich nur in der durch Scheingitter (jalis) gegliederten unteren Balkonreihe.

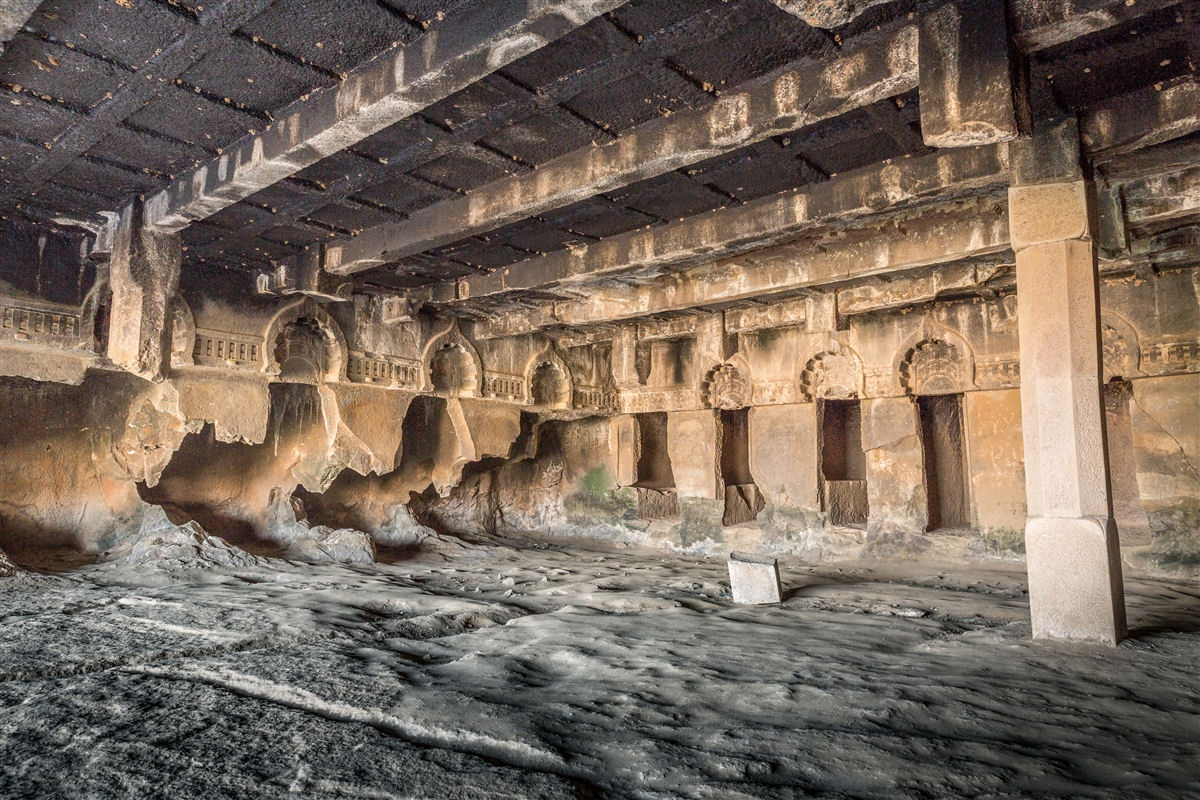
Unfertige Wohnhöhle (vihara) Nr. 2

### Wohnhöhle Nr. 2
Unmittelbar an die Chaitya-Halle schließt sich eine aufwändig gestaltete nahezu quadratische Wohnhöhle (vihara) an, deren Fassadenbereich jedoch im unteren Teil weggebrochen ist. Sowohl außen als auch über 14 der insgesamt 18 Türöffnungen im Innern finden sich dekorative Chaitya-Scheinfenster. Während die scheinbar von unterschiedlich dimensionierten „Balken“ getragene Decke des Raumes entsprechend dem Baufortschritt fertig ausgearbeitet ist, befindet sich die Bodenfläche noch in einem unfertigen Zustand. Von den ehemals vorhandenen 4 oktogonalen Pfeilern der Halle steht keiner mehr; einer hängt von der Decke herab, ein anderer wurde aus Teilstücken erneuert. Der Gesamtzustand der Wohnhöhle lässt darauf schließen, dass sie – wenn überhaupt – nur kurzzeitig genutzt wurde.

### Wohnhöhle Nr. 3
Die deutlich kleinere Wohnhöhle Nr. 3 verfügt nur über 9 Zellen mit steinernen Betten. Der Eingangsbereich der Höhle ist weggebrochen, doch sind drei Eingänge erkennbar.

### Wohnhöhle Nr. 4
Auch in der Wohnhöhle Nr. 4 befanden sich 9 Mönchszellen. Darüber hinaus existiert noch eine in den Fels gehauene Zisterne.

### Weitere Wohnhöhlen
Weitere Wohnhöhlen befinden sich etwas abseits der zentralen Klosteranlage; sie sind nur wenig beeindruckend, dienen aber als Indiz für die spätere Nutzung des Höhlenklosters.